# Emilio Sosa Gaona
Emilio Sosa Gaona SDB (* 28. September 1884 in Santissima Assunzione; † 24. März 1970) war ein paraguayischer Ordenspriester und römisch-katholischer Bischof von Concepción y Chaco.

## Leben
Nachdem er in die Ordensgemeinschaft der Salesianer Don Boscos eingetreten und seine philosophischen und theologischen Studien absolviert hatte, wurde er am 28. Januar 1912 zum Priester geweiht. Er war der erste paraguayische Schüler, Salesianer und Missionar. Er wirkte lange Jahre als Missionar bei den Indianern von Gran Chaco. 
Papst Pius XII. ernannte ihn am 30. April 1931 zum ersten Bischof des am 1. Mai 1929 errichteten Bistums Concepción y Chaco. Am 15. Mai 1932 fand die Bischofsweihe durch Erzbischof Sinforiano Bogarín und die Mitkonsekratoren Pedro Dionisio Tibiletti, Fortunado Devoto und Julián Pedro Martínez statt. Am 2. Juni 1932 nahm er die Diözese in Besitz.
Am 14. Mai 1963 legte er aus gesundheitlichen Gründen sein Amt nieder. Für die Zeit als emeritierter Bischof wurde er zum Titularbischof von Sergentza ernannt. Er nahm allen vier Sitzungsperioden des Zweiten Vatikanischen Konzils als Konzilsvater teil.

## Werke
- Orígenes de la Misión Salesiana del Chaco Paraguayo: 1920-1930. 1996.